# نيل تورنر (سياسي بريطاني)
نيل تورنر (بالإنجليزية: Neil Turner) هو سياسي بريطاني، ولد في 16 سبتمبر 1945 في كارلايل في المملكة المتحدة. حزبياً، نشط في حزب العمال. في الانتخابات الفرعية في مجلس العموم البريطاني ‏، انتخب عضو البرلمان الثاني والخمسون للمملكة المتحدة عن دائرة ويغان وقد انضم خلال فترته النيابية ‏ (23 سبتمبر 1999 – 14 مايو 2001) للكتلة البرلمانية حزب العمال وفي الانتخابات العامة في المملكة المتحدة 2001، انتخب عضو برلمان المملكة المتحدة الـ53 عن دائرة ويغان وقد انضم خلال فترته النيابية ‏ (7 يونيو 2001 – 11 أبريل 2005) للكتلة البرلمانية حزب العمال وفي الانتخابات العامة في المملكة المتحدة 2005، انتخب عضو برلمان المملكة المتحدة الـ54 عن دائرة ويغان وقد انضم خلال فترته النيابية ‏ (5 مايو 2005 – 12 أبريل 2010) للكتلة البرلمانية حزب العمال.